# 23 юни
23 юни е 174-тият ден в годината според григорианския календар (175-и през високосна година). Остават 191 дни до края на годината.

## Събития
- 930 г. – В Исландия е учреден най-старият парламент в света.
- 1860 г. – В САЩ са създадени секретните служби за охрана на президента и борба с особено тежките престъпления.
- 1868 г. – Кристофър Шолс получава патент за пишеща машина.
- 1882 г. – Княз Александър Батенберг назначава служебно правителство на Княжество България начело с руския генерал Леонид Соболев.
- 1894 г. – Основан е Международният олимпийски комитет в Сорбоната, Париж, по инициатива на барон Пиер дьо Кубертен.
- 1913 г. – Междусъюзническата война: Българската армия започва да търпи тежки неуспехи на фронта с Гърция, загубвайки Дойран; до средата на юли гръцката армия окупира последователно Кавала, Кукуш, Сяр, Неврокоп, Банско, Разлог, Ксанти, Дедеагач и Гюмюрджина.
- 1948 г. – В Западен Берлин е въведена временна собствена валута.
- 1950 г. – Полет 2501 на „Нортуест Ориент Еърлайнс“ изчезва мистериозно над езерото Мичиган, самолетът „Дъглас Ди Си-4“, както и телата на загиналите 58 души никога не са открити.
- 1956 г. – Гамал Абдел Насър е избран за президент на Египет.
- 1959 г. – Осъденият по проект „Манхатън“ шпионин Клаус Фукс е освободен след само осем години престой в затвора и му е разрешено да емигрира в Дрезден, Източна Германия, където възобновява научната си дейност.
- 1961 г. – Студената война: Влиза в сила Антарктическият договор, въз основа на който цялата територия на Антарктида е обявена за свободна за изследване и е постигнато съгласие, че всяка държава може да построи там изследователска база.
- 1967 г. – Състои се премиерата на българския късометражен игрален драматичен филм „Ако не иде влак“.
- 1968 г. – В Буенос Айрес избухва масово сбиване на стадион между футболни фенове, завършило със смъртта на 74 души и 150 ранени.
- 1985 г. – Бомба, поставена от терористи в Полет 182 на „Еър Индия“ на Индийските авиолинии, избухва на 9500 m над Атлантическия океан южно от Ирландия и убива 329 души.
- 1990 г. – Молдова приема декларация за държавен суверенитет.
- 2004 г. – В Япония е разрешено клонирането на човешки ембриони за изследователски цели.

## Родени
- 1596 г. – Юхан Банер, виктор († 1641 г.)
- 1703 г. – Мария Лешчинска, кралица на Франция († 1768 г.)
- 1763 г. – Жозефина Боарне, съпруга на Наполеон Бонапарт, императрица на Франция († 1814 г.)
- 1835 г. – Александър Деп, руски офицер († 1889 г.)
- 1872 г. – Иван Грозев, български писател, поет и драматург († 1957 г.)
- 1873 г. – Коста Николов, български военен деец († 1944 г.)
- 1877 г. – Марин Чолаков, български революционер († 20 век)
- 1881 г. – Лазар Добрич, български цирков артист и цирков педагог († 1970 г.)
- 1889 г. – Анна Ахматова, руска поетеса († 1966 г.)
- 1894 г. – Алфред Кинси, американски ентомолог и сексолог († 1956 г.)
- 1894 г. – Едуард VIII, крал на Обединеното кралство († 1972 г.)
- 1907 г. – Джеймс Мийд, британски икономист, Нобелов лауреат през 1977 г. († 1995 г.)
- 1910 г. – Гордън Хинкли, президент на Църква на Исус Христос на светиите от последните дни († 2008 г.)
- 1910 г. – Жан Ануи, френски драматург († 1987 г.)
- 1912 г. – Алън Тюринг, английски математик († 1954 г.)
- 1927 г. – Боб Фос, американски хореограф и режисьор († 1987 г.)
- 1929 г. – Клод Горета, швейцарски режисьор († 2019 г.)
- 1936 г. – Костас Симитис, министър-председател на Гърция († 2025 г.)
- 1936 г. – Ричард Бах, американски писател
- 1937 г. – Марти Ахтисаари, президент на Финландия, Нобелов лауреат († 2023 г.)
- 1937 г. – Симеон Стоянов, български поет († 2002 г.)
- 1940 г. – Стюарт Сътклиф, британски музикант и художник († 1962 г.)
- 1944 г. – Петер Биери, швейцарски философ и писател († 2023 г.)
- 1946 г. – Рафик Шами, сирийско-немски писател
- 1948 г. – Буяр Скъндо, албански дипломат
- 1953 г. – Никола Калипари, италиански шпионин († 2005 г.)
- 1957 г. – Франсис Макдорманд, американска актриса
- 1961 г. – Петър Чухов, български писател
- 1961 г. – Румен Петков, български политик
- 1964 г. – Джос Уидън, американски писател, режисьор и продуцент
- 1968 г. – Тикен Джа Факоли, реге певец от Кот д'Ивоар
- 1968 г. – Ясен Петров, български футболист
- 1970 г. – Кристиан Майер, перуански актьор
- 1970 г. – Ян Тиерсен, френски композитор
- 1972 г. – Зинедин Зидан, френски футболист
- 1972 г. – Мария Гроздева, българска състезателка по спортна стрелба
- 1975 г. – Диджей Антоан, швейцарски диджей
- 1976 г. – Патрик Виейра, сенегалски футболист
- 1977 г. – Любомир Огнянов, български журналист
- 1977 г. – Джейсън Мраз, американски певец и активист
- 1980 г. – Франческа Скиавоне, италианска тенисистка
- 1984 г. – Акгул Аманмурадова, узбекистанска тенисистка

## Починали
- 79 г. – Веспасиан, римски император (* 9 г.)
- 1795 г. – Алексей Антропов, руски художник (* 1716 г.)
- 1852 г. – Карл Брюлов, руски художник (* 1799 г.)
- 1859 г. – Мария Павловна, Велика херцогиня на Сакс-Ваймар-Айзенах (* 1786 г.)
- 1881 г. – Матиас Шлайден, немски ботаник (* 1804 г.)
- 1884 г. – Димитър Наумов, български агроном (* 1851 г.)
- 1891 г. – Вилхелм Вебер, германски физик (* 1804 г.)
- 1905 г. – Полихроний Сирку, руски историк (* 1855 г.)
- 1925 г. – Владимир Давидов, руски артист (* 1849 г.)
- 1926 г. – Виктор Васнецов, руски художник (* 1848 г.)
- 1928 г. – Иван Шишманов, български книжовник (* 1862 г.)
- 1940 г. – Вилхелм Щекел, австрийски лекар (* 1868 г.)
- 1941 г. – Иван Копец, съветски пилот (* 1908 г.)
- 1946 г. – Уилям Сърн Харт, американски актьор (* 1870 г.)
- 1956 г. – Майкъл Арлън, британски писател (* 1895 г.)
- 1959 г. – Борис Виан, френски писател (* 1920 г.)
- 1962 г. – Тачо Танев, български актьор (* 1882 г.)
- 1967 г. – Сакае Цубои, японска писателка и поетеса (* 1899 г.)
- 1980 г. – Павел Спасов, български писател (* 1905 г.)
- 1988 г. – Мартин Грегор-Делин, немски писател (* 1926 г.)
- 1989 г. – Мишел Афлак, сирийски политик (* 1910 г.)
- 1993 г. – Джонас Солк, американски имунолог (* 1914 г.)
- 1996 г. – Андреас Папандреу, министър-председател на Гърция (* 1919 г.)
- 2010 г. – Мохамед Мзали, тунизийски политик (* 1925 г.)
- 2011 г. – Питър Фолк, американски актьор (* 1927 г.)
- 2021 г. – Джон Макафи, американски предприемач (* 1945 г.)

## Празници
- Международен ден на детските селища SOS – Годишнина от рождението на Херман Гмайнер(1919 – 1986), австрийски социален педагог, създател на модела (1949) „SOS детски селища“ за отглеждане на изоставени деца и сираци.
- Ден на държавната администрация – Отбелязва се от 2003 г. с Резолюция на ООН, приета на 20 декември 2002 г., за утвърждаване приноса на държавното управление в развитието на обществото
- Международен олимпийски ден – Чества се с Решение на Международния олимпийски комитет (МОК) от януари 1948 г.
- България – Ден на служителя в държавната администрация – Обявен с Решение 48 на Министерския съвет от 27 януари 2006 г.
- Естония – Ден на победата (празнува се от 1934 г. в чест на победата на естонската армия над германската през 1919 г.; денят се празнува и като Ден на свободата)
- Люксембург – Рожден ден на Великия херцог (национален празник от 1947 г., датата е фиксирана през 1961 г. и няма връзка с истинския рожден ден на монарха)
- Молдова – Ден на суверенитета (1990 г.)
- Полша, Никарагуа, Уганда – Ден на бащата